# Seo Young-hee
Đây là một tên người Triều Tiên, họ là Seo.
Seo Young-hee (sinh ngày 13 tháng 6 năm 1979) là một nữ diễn viên Hàn Quốc. Cô được biết đến với vai phụ trong phim kinh dị The Chaser (2008) và vai chính đoạt giải trong phim kinh dị Bedeviled (2010)

## Sự nghiệp điện ảnh

### Phim
| Năm  | Tiêu đề                               | Vai                       |
| ---- | ------------------------------------- | ------------------------- |
| 1997 | Bye June                              | Y tá #2                   |
| 2003 | The Classic                           | Na Na-hee                 |
| 2003 | Jealousy Is My Middle Name            | Ahn Hye-ok                |
| 2004 | Liar                                  | Yang Myung-sun            |
| 2005 | Mapado                                | Jang Ggeut-soon           |
| 2005 | All for Love                          | Ha Seon-ae                |
| 2006 | Now and Forever                       | Soo-jin                   |
| 2006 | To Sir, with Love                     | Yoo Jung-won/Nam Mi-ja    |
| 2006 | Moodori                               | Yang Mi-kyung             |
| 2007 | Mission Possible: Kidnapping Granny K | Seo Jong-ran (cameo)      |
| 2007 | Shadows in the Palace                 | Wol-ryung                 |
| 2008 | The Chaser                            | Kim Mi-jin                |
| 2008 | Antique                               | Jin-hyuk's 3rd girlfriend |
| 2009 | Fortune Salon                         | Ji-hye                    |
| 2010 | Bedevilled                            | Kim Bok-nam               |
| 2011 | The Last Blossom                      | Shin Seon-ae              |
| 2012 | Circle of Crime - Director's Cut      | Hong Soo-min              |
| 2013 | Rough Play                            | Oh Yeon-hee               |
| 2015 | Madonna                               | Moon Hye-rim              |
| 2015 | The Accidental Detective              | Mi-ok                     |
| 2017 | The Accidental Detective 2: In Action | Lee Mi-ok                 |

### Phim truyền hình dài tập
| Năm  | Tiêu đề                               | Vai diễn        | kênh      |
| ---- | ------------------------------------- | --------------- | --------- |
| 2004 | Exciting Change                       |                 | MBC       |
| 2004 | Tropical Nights in December           | Park Myung-sook | MBC       |
| 2005 | Drama City "아무도 날 사랑하지 않아"  |                 | KBS2      |
| 2005 | A Farewell to Sorrow                  | Kim Min-joo     | KBS2      |
| 2005 | HDTV Literature "The Outdoor Lamp"    | Jae-hee         | KBS1      |
| 2006 | MBC Best Theater "그집엔 누가사나요?" |                 | MBC       |
| 2007 | Mermaid Story                         | Nam Soo-in      | tvN       |
| 2007 | Dal-ja's Spring                       | Jang Soo-jin    | KBS2      |
| 2007 | The Golden Age of Daughters-in-Law    | Lee Bok-nam     | KBS2      |
| 2008 | Here He Comes                         | Lee Young-hee   | MBC       |
| 2009 | Queen Seondeok                        | So-hwa          | MBC       |
| 2011 | A Thousand Kisses                     | Woo Joo-young   | MBC       |
| 2012 | Ji Woon-soo's Stroke of Luck          | Lee Eun-hee     | TV Chosun |
| 2013 | Thrice Married Woman                  | Park Joo-ha     | SBS       |
| 2018 | Secret Mother                         | Kang Hye-kyung  | SBS       |
| 2019 | Trap                                  | Shin Yeon-soo   | OCN       |
| 2019 | Nokdu Flower                          | Yoo-Wol         | SBS       |

### Video âm nhạc
| Year | Song title              | Artist     |
| ---- | ----------------------- | ---------- |
| 2008 | "Shout With Your Heart" | Monday Kiz |

## Kịch
| Năm  | Tiêu đề                    | Vai diễn |
| ---- | -------------------------- | -------- |
| 1999 | Moskito                    | Nalnari  |
| 2000 | A Dangerous Star Like That | Girl     |
| 2001 | Statement                  | Yu-ri    |

## Giải thưởng và đề cử
| Năm  | Giải thưởng                                         | Hạng mục                                        | Tác phẩm đề cử        | Kết quả   |
| ---- | --------------------------------------------------- | ----------------------------------------------- | --------------------- | --------- |
| 2005 | 13th Chunsa Film Art Awards                         | Best New Actress                                | All for Love          | Đoạt giải |
| 2005 | 26th Blue Dragon Film Awards                        | Best Supporting Actress                         | All for Love          | Đề cử     |
| 2006 | 25th MBC Drama Awards                               | Best Actress in a One-Act/Special Drama         | 그집엔 누가사나요?    | Đoạt giải |
| 2007 | 21st KBS Drama Awards                               | Best New Actress                                | Daughters-in-Law      | Đề cử     |
| 2007 | 21st KBS Drama Awards                               | Best Supporting Actress                         | Daughters-in-Law      | Đề cử     |
| 2008 | 12th Puchon International Fantastic Film Festival   | Best Actress                                    | The Chaser            | Đoạt giải |
| 2008 | 45th Grand Bell Awards                              | Best Supporting Actress                         | The Chaser            | Đề cử     |
| 2008 | 17th Buil Film Awards                               | Best Supporting Actress                         | Shadows in the Palace | Đề cử     |
| 2008 | 29th Blue Dragon Film Awards                        | Best Supporting Actress                         | The Chaser            | Đề cử     |
| 2008 | 7th Korean Film Awards                              | Best Supporting Actress                         | The Chaser            | Đề cử     |
| 2008 | 8th MBC Entertainment Awards                        | Popularity Award, Actress in a Sitcom/Comedy    | Here He Comes         | Đoạt giải |
| 2009 | 28th MBC Drama Awards                               | Golden Acting Award, Supporting Actress         | Queen Seondeok        | Đoạt giải |
| 2010 | 14th Puchon International Fantastic Film Festival   | Best Actress                                    | Bedevilled            | Đoạt giải |
| 2010 | 6th Fantastic Fest                                  | Best Actress                                    | Bedevilled            | Đoạt giải |
| 2010 | 47th Grand Bell Awards                              | Best Actress                                    | Bedevilled            | Đề cử     |
| 2010 | 30th Korean Association of Film Critics Awards      | Best Actress                                    | Bedevilled            | Đoạt giải |
| 2010 | 11th Korea Visual Arts Festival                     | Photogenic Award, Actress                       | Bedevilled            | Đoạt giải |
| 2010 | 4th Korea Sharing Awards                            | Chairman's Award, Actress                       | Bedevilled            | Đoạt giải |
| 2010 | 31st Blue Dragon Film Awards                        | Best Actress                                    | Bedevilled            | Đề cử     |
| 2010 | 8th Korean Film Awards                              | Best Actress                                    | Bedevilled            | Đoạt giải |
| 2010 | 11th Women in Film Korea Awards                     | Best Actress                                    | Bedevilled            | Đoạt giải |
| 2010 | 13th Director's Cut Awards                          | Best Actress                                    | Bedevilled            | Đoạt giải |
| 2011 | 2nd KOFRA Film Awards                               | Best Actress                                    | Bedevilled            | Đoạt giải |
| 2011 | 31st Fantasporto Oporto International Film Festival | Best Actress                                    | Bedevilled            | Đoạt giải |
| 2011 | 47th Paeksang Arts Awards                           | Best Actress                                    | Bedevilled            | Đề cử     |
| 2011 | 30th MBC Drama Awards                               | Top Excellence Award, Actress in a Serial Drama | A Thousand Kisses     | Đề cử     |